# Kanton Tours-Centre
Der Kanton Tours-Centre war bis 2015 ein französischer Wahlkreis im Arrondissement Tours, im Département Indre-et-Loire und in der Region Centre-Val de Loire. Vertreter im Generalrat des Départements war zuletzt von 2001 bis 2015, wiedergewählt 2008, Serge Babary.
Der Wahlkreis umfasste das Zentrum der Stadt Tours.